# إجراء تشغيل قياسي
إجراء التشغيل القياسي  (اختصاراً SOP) يستخدم المصطلح لمجموعة متنوعة من السياقات المختلفة، مثل الرعاية الصحية والتعليم والصناعة أو الجيش.
يستخدم الجيش الأميركي المصطلح إجراءات التشغيل الدائمة Standing—وليس قياسي Standard --، وذلك لأن SOP العسكري يشير إلى إجراءات وحدة فريدة من نوعها، والتي لا معيار ثابت لها من وحدة إلى وحدة أخرى. وكلمة «ستاندارد» قد تعني أن الإجراء التشغيلي هو الوحيد الصحيح في جميع الوحدات.

## اقرأ أيضا
- مراقبة الجودة
- أيزو 9000